# Bélavár
Pour les articles homonymes, voir Bélavár (Finiș).
Bélavár est un village et une commune du comitat de Somogy en Hongrie.

## Géographie
Bélavár est situé au sud-est de Nagyatád, entre les villages de Vízvár et de Tarany et est bordé par la Drave. Le village est desservie par la ligne de Nagykanizsa à Pécs.

## Histoire
Étymologiquement, Bélavár signifie château de [du roi] Bela. 
Le château, bordé par la Drave sur trois de ses côtés, est mentionné en 1531 comme étant le siège des Ordres du pays (Ország rendjei). Aujourd'hui disparu, il pourrait avoir été détruit lors de l'occupation turc. 
Le village est mentionné pour la première fois dans la liste papale de la dîme de 1332-1337 comme lieu ecclésiastique. Il appartient en 1399 (Belawar) au chapitre de Székesfehérvár et, selon des actes de 1469 et 1498 (Oppidum Belawar), jouit des privilèges de ville. Il s'y tient en 1531 une assemblée des Ordres du pays (Ország rend). Bélavár est en possession en 1536 du général Bálint Török et en 1550 du gouverneur Ferenc Tahy. Dans le registre du Trésor ottoman de 1571 il apparait sous la forme de Bélvár et ne comprend alors plus que 11 maisons. Le village appartient en 1726 au marquis Hercule-Louis Turinetti et en 1733 à la famille Festetics. Une église catholique romaine y est construite en 1878. La moitié du village est rasée à la suite d'incendies survenues en 1866 et 1877.
En 1913 Bélavár comptait 116 maisons et 900 habitants sur une superficie de 3'913 "jougs cadastraux" et appartenait au district de Nagyatád du comitat de Somogy.

## Caractéristiques touristiques
- Église catholique romaine Szent Vid templom, construite en 1878
- Statue du roi Béla IV
- Environnement avec quelques plantes et animaux rares

## Sources, liens externes
- Csánki Dezső. Magyarország történelmi földrajza a Hunyadiak korában ("Géographie historique de la Hongrie à l'époque des Hunyadis"), Vol 2., p. 588/874. Budapest, 1894.
- "Bélavár", Somogy vármegye In Magyarország vármegyéi és városai (hu), Budapest, 1896–1914 (p. 45-6)
- Recensement
- "Bélavár", carte "L'Europe au XIXe siècle"